# Estibaliz Urresola Solaguren
Estibaliz Urresola Solaguren (Llodio, Álava, 4 maggio 1984) è una regista, sceneggiatrice e produttrice cinematografica spagnola di origine basca.
Ha vinto premi per il documentario Voces de papel (2016), il cortometraggio Cuerdas (2022) e, soprattutto per il suo primo lungometraggio, 20.000 especies de abejas (2023).

## Biografia
Ha conseguito una laurea in comunicazione audiovisiva presso l'Università dei Paesi Baschi e in montaggio cinematografico presso la Escuela Internacional de Cine y Televisión. Urresola ha conseguito un master presso la Escola Superior de Cinema i Audiovisuals de Catalunya (ESCAC). Lavora dal 2011 nell'industria cinematografica e televisiva basca.

## Filmografia
- Adri (2011)[3][4]
- 1001 formas de tomar café (2013)[5]
- Voces de papel (2016)[6]
- Nor Nori Nork (2018)[7][8]
- Polvo somos (2020)[9][10]
- Cuerdas (2022)[11][12]
- 20.000 especies de abejas (2023)[13]